# Kate Morgan

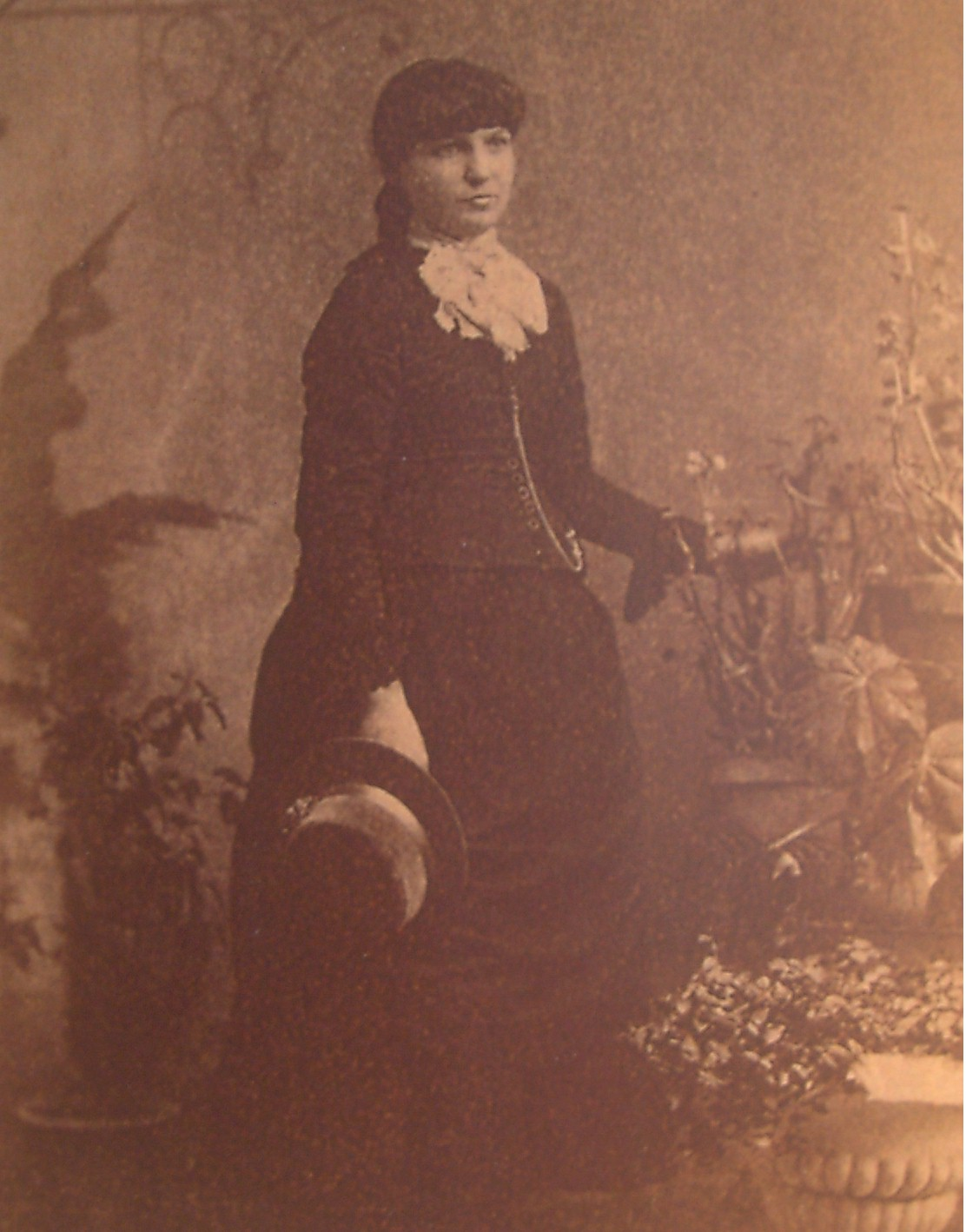
Undatiertes Porträtfoto von Morgan

Kate Morgan (geb. Farmer; * vermutlich um 1865 in Hamburg, Iowa; † amtlich am 28. November 1892 in Coronado, Kalifornien) ist eine Figur der modernen US-amerikanischen Folklore. Als Folge der Trennung von ihrem Liebhaber soll sie sich im Hotel del Coronado das Leben genommen haben. Der Vorfall erregte vor allem in der kalifornischen Öffentlichkeit aufgrund ungewöhnlicher Lebensumstände der Verstorbenen und zahlreicher Presseberichte darüber Aufmerksamkeit. Bereits 1892 gab es vereinzelt Zweifel an der Identität der Toten. Knapp einhundert Jahre später erfolgte Recherchen lieferten ebenfalls keine eindeutigen Ergebnisse. Laut einer Theorie war Morgan eine Serientrickbetrügerin, die von ihrem Ehemann und Komplizen wegen einer ungewollten Schwangerschaft im Hotel ermordet wurde, während andere Forscher eine Zufallsbekanntschaft von ihr für die tote Frau halten. Ungeachtet der wahren Hintergründe entwickelte sich das Gästehaus durch die Gerüchte über den dort spukenden Geist der Verstorbenen zu einer Touristenattraktion.

## Frühe Jahre
Über Morgans Kindheit und Jugend liegen kaum gesicherte Informationen vor. Nach Recherchen von Alan M. May aus dem Jahr 1989 hieß sie mit Mädchennamen Farmer und wurde 1865 in der Kleinstadt Hamburg in Iowa geboren. Ihr Vater George soll glücksspielsüchtig gewesen sein und die Jungfräulichkeit seiner 14-jährigen Tochter bei einem Pokerspiel eingesetzt haben. Ihre Vergewaltigung wurde angeblich durch die Mutter Elizabeth verhindert, die Kates Platz einnahm und sich anschließend erschoss. Kate habe in den folgenden Jahren dennoch immer wieder durch erzwungenen Sex die Schulden ihres Vaters begleichen müssen. Nach einer erneuten Pokerniederlage Georges sei sie im Alter von 20 Jahren an den Spieler Tom Morgan verkauft worden, den sie später heiratete. Die beiden sollen ihren Lebensunterhalt durch eine Betrugsmasche verdient haben, bei der sie sich auf Zugreisen durch die Vereinigten Staaten als Geschwister ausgaben. Kate habe mittels Flirts Passagiere zu Kartenspielen mit Tom überredet, die er stets gewann.
Mays Bericht über Morgans frühe Jahre weicht jedoch größtenteils von amtlichen Daten ab. Im Sterbeverzeichnis des Fremont County, in dem Hamburg liegt, ist der 23. September 1868 als Elizabeth Farmers Todesdatum angegeben. George Farmer verstarb auch früher als bei May angegeben, denn am 18. August 1874 ernannte das zuständige Circuit Court den Großvater Joseph Chandler zum Vormund der verwaisten Kate. Ihre 1885 erfolgte Heirat mit Thomas Morgan ist dagegen faktisch korrekt. Den angeblichen Serienbetrug erwähnen die Quellen nicht, sondern einen am 31. Oktober 1886 geborenen Sohn des Paars. Er habe nur zwei Tage überlebt, woran die Ehe zerbrochen und Kate nach kurzer Zeit mit einem Stiefbruder von Thomas durchgebrannt sei.

## Vermutete Todesumstände

### Aufenthalt in Coronado
Am 24. November 1892 checkte eine Lottie A. Bernard im Hotel del Coronado ein. Sie gab Detroit als Wohnort an, hatte nur eine Handtasche dabei und trug bis auf einen Schal mit Spitzen keine Accessoires. Nach Aussage des Personals verhielt sich Bernard zunächst normal, ging in der Stadt zum Reiten und bestellte in der Hotelbar mehrere Cocktails. Im Verlauf der nächsten Tage habe sich jedoch sowohl ihre körperliche als auch geistige Verfassung stark verschlechtert. Gegenüber besorgten Angestellten erwähnte sie, mehrere Krankheiten zu haben, darunter unheilbarer Magenkrebs, Neuralgie und ein Herzleiden. Die Hausdame sah regelmäßig nach Bernard und empfahl ihr mehrmals eine Untersuchung durch den Hotelarzt. Sie lehnte jedoch ab, weil ihr Bruder Dr. Anderson, der in Minneapolis praktiziere und mit ihr nach Kalifornien gereist sei, sie erst kürzlich untersucht habe. Sie hätten sich in Orange getrennt, nachdem er per Telegramm nach Los Angeles oder San Francisco bestellt worden sei. Er wolle aber bald mit ihrem Gepäck nachkommen.
Am 28. November, nachdem sie sich über die Abwesenheit ihres Bruders beklagt hatte, bat Bernard die Hausdame, ihr ein warmes Bad einzulassen, und bestand trotz deren Bedenken darauf. Ungefähr eine Stunde darauf rief sie einen Pagen zu sich, der ihre Haare trocknen sollte. Wie er später erzählte, machte Bernard auf ihn nicht nur einen nervösen Eindruck, sondern hatte auch einen ungewöhnlich nassen Kopf. Den Grund dafür sah er in der schwachen Gesundheit der Gästin, deretwegen sie fast in der Wanne ertrunken wäre, zumal sie vorher Whisky getrunken habe. Bernard verließ wenig später das Hotel und nahm eine Straßenbahn ins nahegelegene San Diego, vorgeblich um ihr dorthin gesendetes Gepäck abzuholen. Stattdessen fragte sie den Schaffner nach dem Weg zum nächsten Eisenwarenhandel. Augenzeugen erinnerten sich daran, wie Bernard von ihm aus dem Wagen gehoben wurde und mit unsicherem Gang lief. Im Laden suchte sie als Geschenk für einen Freund eine günstige Pistole. Sie erwarb einen Revolver einschließlich Munition im Wert von 25 Cent und fuhr anschließend zurück nach Coronado. Gegen 18:30 Uhr erkundigte sie sich, ob sie in der Zwischenzeit Post erhalten habe oder ihr Bruder gekommen sei, was die Rezeption verneinte. Drei Stunden später ging sie auf die Veranda.
Ein Elektriker fand am nächsten Morgen die Waffe und Bernard mit einer klaffenden Kopfwunde daneben liegend auf den Stufen, die von der Veranda zum Strand führten. Ein vom Hotel verständigter Pathologe ließ die Leiche in ein Bestattungsinstitut in San Diego bringen, um eine Panik unter den Gästen zu vermeiden. Die Polizei fand im Zimmer der Toten neben Überresten verbrannter Schriftstücke einen intakten Briefumschlag. Auf ihm standen außer Bernards Name die Wörter „Coronado“, „Lillian Russell“ sowie „I don’t know any such man“ (deutsch „Einen solchen Mann kenne ich nicht“). In der Handtasche der Verstorbenen befanden sich knapp 20 Dollar und ein Telegramm, in dem sie einen Mann aus Hamburg um Geld bat.

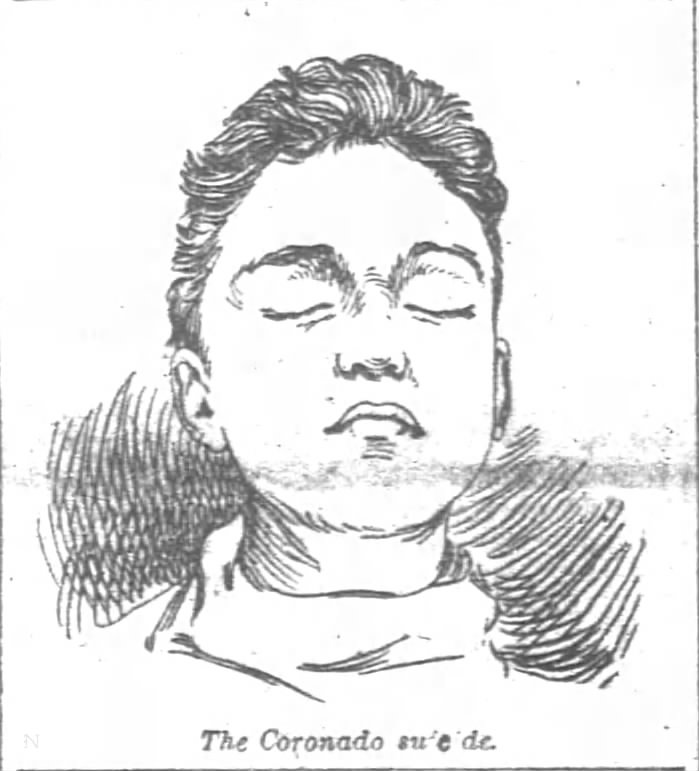
In damaligen kalifornischen Zeitungen veröffentlichtes Phantombild der Frau

### Polizeiliche Ermittlungen
Die falschen Angaben der Toten zu ihrer Person fielen der Polizei schnell auf, da in Detroit keine Lottie A. Bernard wohnte und sich der Name Anderson nicht im Ärzteverzeichnis von Minneapolis fand. Ein interessierter Mediziner erhielt, obwohl bei vermuteten Suiziden keine Obduktion angeordnet wurde, die Erlaubnis zur Untersuchung der Leiche. Er stellte Anzeichen einer versuchten medikamentösen Abtreibung fest. Daneben kam heraus, dass die Verstorbene im Brewster Hotel in San Diego nach einem Ehepaar Anderson gefragt hatte. Die Ermittler hielten daher Anderson für ihren Liebhaber und Kindsvater. Angesichts der fehlenden Papiere der Frau veröffentlichte die Polizei ein Phantombild von ihr.
Der Fall schien am 3. Dezember gelöst, als May Wylie aus Detroit eine genaue Beschreibung der Frau verlangte. Diese glich stark der ihrer 24-jährigen Tochter Lizzie, die fünf Wochen zuvor wegen einer Affäre mit einem Kollegen entlassen worden war. Da dieser  sich nach Kalifornien absetzen wollte, wurde angenommen, dass sie ihm folgte. Ein Zeuge behauptete, im Zug von Denver nach Orange einen Streit zwischen den beiden beobachtet zu haben. Da Bekannte der Wylies die Familiennamen Anderson und Bernard trugen, glaubte die Polizei, dass Wylie nach der Auseinandersetzung alleine nach Coronado weiterreiste und sich aus Kummer das Leben nahm. Nur wenige Tage später stellte sich die vermeintliche Klärung der Identitätsfrage als falsch heraus. In Wahrheit waren Wylie und ihr Liebhaber gar nicht nach Kalifornien gereist, sondern hatten sich in Cleveland niedergelassen. Dort trennten sie sich, worauf Wylie nach Toronto auswanderte.
Am 8. Dezember veröffentlichte die Los Angeles Times einen Artikel über Morgan, die ihrer Ansicht nach der Beschreibung der Frau aus Coronado entsprach. Sie wohnte zu dem Zeitpunkt seit circa zwei Monaten in der Stadt und arbeitete dort als Hausangestellte. Ihren Arbeitgebern, dem Ehepaar Grant, hatte sie gesagt, Katie Logan zu heißen, vorher mit ihrem Ehemann in Omaha gelebt und sich von ihm aufgrund seiner Glücksspielsucht getrennt zu haben. Ende November nahm sie einen Kurzurlaub, um sich in San Diego ein Dokument beglaubigen zu lassen. Sie versprach den Grants, vor Thanksgiving zurück zu sein.
Nach der Veröffentlichung des Zeitungsberichts ließ der Polizeichef von Los Angeles, John M. Glass, eine Truhe mit persönlichen Gegenständen von Morgan auf die Hauptdienststelle bringen. Die Beamten fanden darin eine auf den 30. Dezember 1885 datierte Heiratsurkunde sowie weitere amtliche Schriftstücke und Fotos. Allerdings waren alle Adressen, Datumsangaben sowie Unterschriften unkenntlich gemacht worden. Der Polizei gelang dennoch eine unvollständige Rekonstruktion von Morgans verschiedenen Aufenthaltsorten der vergangenen Monate. Sie war nacheinander in Chicago, Omaha, Cheyenne, Ogden und Sacramento gewesen, bis sie schließlich kurzzeitig bei ihrem Onkel W. T. Farmer in Hanford lebte. Nachdem er ihr ein Empfehlungsschreiben ausgestellt hatte, begab sie sich nach Los Angeles. Arbeitsagenturen vermittelten ihr dank des Schriftstücks Stellen als Haushaltshilfe bei mehreren Familien der Oberschicht.
Während der polizeilichen Ermittlungen interviewte die Los Angeles Times Personen aus Morgans Umfeld. Die Eheleute Grant hatten die angebliche Katie Logan aufgrund ihrer Zuverlässigkeit bereits an Thanksgiving als vermisst gemeldet und hielten sie für die Tote aus Coronado. Morgans Kolleginnen erklärten, nichts Näheres über sie zu wissen. Sie habe ihnen gegenüber lediglich erwähnt, wegen der Nähe zu ihren Eltern in Omaha gelebt zu haben und unglücklich mit einem Glücksspielsüchtigen verheiratet zu sein, zu dem sie den Kontakt vollständig abgebrochen habe. Daneben befragte die Polizei G. L. Allen, den die Frau in Coronado um Geld gebeten hatte. Er gab an, sie nicht wirklich, dafür aber ihren Gatten gut zu kennen. Wegen seiner Kenntnis von dessen Sucht und damit verbundenen Geldproblemen habe er ihr aus Mitleid 25 Dollar überwiesen.

### Amtliche Identifizierung und Beerdigung
Am 9. Dezember fragte Glass seinen Kollegen in San Diego per Telegramm nach dem Verbleib der Leiche. Es hatten sich immer noch keine Angehörigen gemeldet, weshalb die Frau weiterhin als unidentifiziert galt und ihr Körper im Bestattungsinstitut verblieb. Glass sendete ein weiteres Telegramm an Farmer, erhielt jedoch keine Antwort. Tags darauf identifizierte die Polizei die Tote aus Coronado öffentlich als Kate Morgan und stufte ihr Ableben als Suizid ein. Die Behörde wandte sich bezüglich der Organisation der Beerdigung an Morgans Großvater Chandler sowie Morgans Schwiegeronkel Thomas Morgan Sr. Ihr Großvater gab den Leichnam kurz darauf zur Bestattung frei und erklärte sich bereit, die Kosten zu übernehmen.
Die Trauerfeierlichkeiten fanden am 13. Dezember in der episkopalen St. Paul’s Cathedral in San Diego statt. Verhältnismäßig viele Gäste wohnten ihnen bei, die meisten davon Frauen. Zudem stifteten einige Stadtbewohnerinnen Blumen als Sargschmuck. Trotzdem gab es, als die Tote zum städtischen Mount Hope Cemetery transportiert wurde, keinen Trauerzug. In den Tagen nach dem Begräbnis erschienen in einigen kalifornischen Zeitungen sehr kurze, oft wortgleiche Meldungen über Morgans Leben.

## Zweifel an der Identifizierung
Einige Medien sahen die Ausführungen der Los Angeles Times über Morgan skeptisch. So schrieb der San Francisco Examiner am 9. Dezember, dass der Bericht wahrscheinlich einer „sensationslüsternen Fantasie“ entsprang. Zwar sei Kate Morgan tatsächlich auf eine „mysteriöse“ Art und Weise verschwunden, allerdings entspreche das Foto von ihr, das die Polizei der Presse zugänglich machte, nicht der Beschreibung der Toten. Die Los Angeles Herald kam bezüglich des Porträts zur selben Einschätzung. Morgan sehe im Gegensatz zur Toten nicht wie eine „hübsche, hochgebildete Frau“ aus, die sich oft in Luxushotels einquartiert und Spitzenschals trägt. Darüber hinaus verwies die Zeitung auf einen Brief, den die in Orange wohnende Florence S. Howard an die Gerichtsmedizin von San Diego schickte. Sie äußerte darin den Verdacht, dass es sich bei der Verstorbenen um ihre ehemalige Angestellte Josie Brown handeln könnte. Diese habe erwähnt, aus Detroit zu stammen, und habe sich zusammen mit ihrem promovierten Bruder, der kurze Zeit später nach Minneapolis weiterzog, für die Stelle beworben. Letzteres deckte sich mit den Angaben der Frau aus Coronado über ihren Bruder. 
Die Los Angeles Herald zweifelte auch deswegen an Morgans Identität als Tote von Coronado, weil die Verstorbene während ihrer Reise in National City zwei Gepäcktruhen zurückgelassen hatte. Nach Ansicht der Zeitung hätte sich Morgan als einfache Hausangestellte keinen auf drei Truhen verteilten Besitz leisten können. Die Publikation räumte jedoch ein, dass sie auf die Beschreibung von Josie Brown passe. Zudem waren ein Fotobehälter und ein um eine Haarlocke gewickeltes Stück Papier in der Truhe, die tatsächlich ihr gehörte, mit den Namen Louise Anderson beziehungsweise Elizabeth A. Morgan beschriftet. Zum weiteren Inhalt der Kiste gehörten Visitenkarten von wohlhabenden Frauen aus kalifornischen Städten und ein Foto, auf dessen Rückseite Visalia stand, ein Ortsname desselben Bundesstaats. Darauf basierend stimmte die Los Angeles Herald den Ermittlungsergebnissen zu, wonach Morgan unter Verwendung von Pseudonymen regelmäßig innerhalb Kaliforniens umzog. Die Aufdeckung der Hintergründe wurde dadurch erschwert, dass sich sowohl Allen als auch der Marshal von Hamburg weigerten, der Polizei nähere Details über Morgan zu nennen.
Farmer erhielt erst am 11. Dezember Glass’ Telegramm. Er zeigte sich in seiner Antwort über den angeblichen Freitod seiner Nichte überrascht, für den es keine Gründe gegeben habe. Er verwies auf Morgans gutes Verhältnis zu ihrer Familie und ihrem Ehemann. Zudem sei sie aufgrund ihrer Arthritis nach Kalifornien gekommen und vorher immer nur in Iowa gewesen. Auch habe sie nicht unter finanziellen Problemen gelitten, sondern mehrere Wertgegenstände in ihre neue Heimat mitgenommen sowie eine große Geldsumme als Spareinlage. Daneben hätte Morgan nach Farmers Einschätzung eine etwaige Suizidalität nicht verheimlicht, sondern sich jemandem anvertraut, beispielsweise ihrer im Los Angeles County wohnenden Cousine.
Am 15. Dezember gingen P. M. Johnson, der zuständige Bestatter, sowie der Polizeichef von San Diego J. B. Breuning unabhängig voneinander nach Los Angeles. Sie wollten Morgans Foto sehen, wobei nicht erwiesen ist, ob sie in Anbetracht der Medienberichte selbst Zweifel an den Ermittlungsergebnissen bekamen. Beide bestätigten noch am selben Tag Morgans Identität als Frau von Coronado.

## Nachwirkung

### Vorgeblicher Spuk im Hotel del Coronado
Im Laufe der Jahre nach dem Tod der Frau entstanden Behauptungen, der Geist von Morgan verweile im Hotel del Coronado. Zu den vermeintlichen Aktionen des Gespensts gehört die Manipulation von Elektrogeräten, Erzeugung kalter Luftzüge oder das Umstoßen von Souvenirartikeln mit Bezug zu Marilyn Monroe, die im Hotel die Filmkomödie Manche mögen’s heiß drehte. Gegenüber der Presse bestätigen die meisten Angestellten regelmäßig die scheinbare Echtheit des Spuks, wodurch sich das Coronado zu einer in den Vereinigten Staaten beliebten Touristenattraktion entwickelte, vor allem unter Geisterjägern. Deswegen ist das ehemalige Zimmer der Gästin das meistverlangte. Für interessierte Besucher organisiert das Hotel anlässlich Halloween im Oktober Veranstaltungen mit Bezug auf die Verstorbene.

### Spätere Recherchen über Morgan
Im Juli 1989 erfuhr der Anwalt Alan M. May während einer Unterhaltung mit einem Kollegen von Morgan. Er reiste aus Neugier nach Coronado und buchte für einige Tage das Zimmer, in dem sie gewohnt haben soll. Nachdem er dort mutmaßlich Zeuge mehrerer übernatürlicher Vorfälle geworden war, darunter die Erscheinung eines lächelnden Gesichts in einem Fernsehbildschirm und die Nichtregistrierung seines Aufenthalts im Rezeptionscomputer, beschloss er, sich näher mit Morgans Vita zu beschäftigen. Er suchte drei Monate in historischen Archiven San Diegos beziehungsweise Hamburgs nach Informationen über sie und fand neben denen zu ihrer Jugend (siehe Abschnitt Frühe Jahre) Auskünfte über ihr späteres Leben.
Gemäß May wurde Morgan 1889 zum ersten Mal schwanger, weswegen sie sich während der Zugreisen fortan als reiche Witwe ausgegeben habe, die mit ihrem Bruder, einem Arzt, zusammenlebte. In den späten Phasen der Schwangerschaft habe Morgan auf Anweisung von Tom die Stelle bei den Howards angenommen und der Familie ihren Sohn als Adoptivkind überlassen. 1892 habe sie ein weiteres Kind erwartet, das sie im Gegensatz zu Tom behalten wollte, worüber sie sich mit ihm während einer Zugreise zerstritt. Mays weitere Rechercheergebnisse waren mit den Berichten über die Frau in Coronado konsistent. Allerdings hielt er Morgans Tod basierend auf seinen beruflichen Erfahrungen für einen Mord, da ihre Kopfverletzung und die Position der Leiche nicht zu einem Suizid passten. Seiner Meinung nach erwarb Kate den Revolver, um sich vor Tom zu schützen. Dieser habe sie tatsächlich im Hotel aufgesucht, nach einer erneuten Auseinandersetzung getötet, einen Freitod inszeniert und Hinweise auf ihre Identität beseitigt, um seine Tat zu vertuschen.
Mays Befunde wurden teilweise angezweifelt. Richard Carrico, ein Historiker und Geschichtsdozent an der San Diego State University, stimmte zwar der Mordthese zu, da das Projektil im Falle eines Selbstmords wahrscheinlich nicht wie bei der Toten im Schädel stecken geblieben wäre. Allerdings sei die Zugfahrt, in deren Verlauf sie und Tom sich getrennt haben sollen, an der Ostküste gestartet und durch mehrere Bundesstaaten bis Kalifornien verlaufen. Morgan habe sich am ersten Fahrttag jedoch bereits in Los Angeles aufgehalten. Entgegen den damaligen Medienberichten handle es sich bei der Toten doch um Wylie. Sie und Morgan seien sich in Kalifornien begegnet und aufgrund ihrer Ähnlichkeit sowie vergleichbarer Flucht vor ihren jeweiligen Partnern zur Entscheidung eines Identitätstauschs gelangt. Der Schriftsteller und ehemalige Angestellte des Hotels, John T. Cullen, kam in Bezug auf die Identität der Frau zum selben Schluss und entwickelte eine eigene Theorie zum Mordmotiv. Laut ihm spannte Morgan Wylie in ein Komplott ein. Die Schwangere sollte, so Cullen, den Hoteleigentümer John Spreckles unter Androhung, ihre in Wahrheit nicht existente Affäre öffentlich zu machen, um Geld erpressen, das sie mit Morgan teilen würde. Der vermögende, politisch einflussreiche Unternehmer habe Wylie zur Verhinderung eines Skandals ermordet und die Ermittlungen manipuliert.

### Künstlerische und dokumentarische Verarbeitung
Morgan wurden mehrere Sachbücher gewidmet. Dazu gehörten Carricos San Diego’s Spirits, Cullens Dead Move: Kate Morgan and the Haunting Mystery of Coronado, a Novel; Mays The Legend of Kate Morgan: The Search for the Ghost of the Hotel del Coronado und das vom Hotel herausgegebene Beautiful Stranger: The Ghost of Kate Morgan and the Hotel del Coronado.
Ein Segment der ersten Folge der 1991 erschienenen CBS-Anthologieserie Real Ghost – Die Geister sind unter uns behandelte den Fall der Frau von Coronado.
Die von Stephen King verfasste Kurzgeschichte 1408 und die Verfilmung Zimmer 1408 aus dem Jahr 2007 basieren lose auf den Erfahrungen des Parapsychologen Christoper Chacon, der den angeblich von Morgans Geist ausgehenden Spuk im Hotel del Coronado untersuchte.
2010 fand anlässlich der San Diego Comic-Con International ein Interview mit den Moderatoren des Travel-Channel-Dokumentarformats Die Geister-Detektive im Zimmer der Verstorbenen aus Coronado statt.